# The Secret of the Sword
The Secret of the Sword, também conhecido como He-Man and She-Ra: The Secret of the Sword (bra: O Segredo da Espada Mágica) é um filme estadunidense de 1985, dos gêneros animação e fantasia, produzido pela Filmation. Embora lançado antes da série She-Ra: Princess of Power começar, o filme foi uma compilação dos primeiros cinco episódios com pequenas edições feitas. O filme fez parte de uma tendência de filmes de animação lançados nos cinemas, criados por produtores de programas de TV e brinquedos, durante os anos 1980.
The Secret of the Sword foi mostrado pela primeira vez na televisão, em sua forma episódica original, durante a semana da estreia da série She-Ra, de 9 de setembro de 1985 a 13 de setembro de 1985. Para fins de série, o filme é conhecido como o enredo The Sword of She-Ra.

## Enredo
Em Eternia, a Feiticeira do Castelo de Grayskull é acordada uma noite por uma misteriosa espada mágica que a leva a um portal brilhante conhecido como 'Portal do Tempo'. Reconhecendo a espada como a 'Espada de Proteção', a Feiticeira convoca  Príncipe Adam e Pacato, o tigre, para o Castelo de Grayskull e os envia através do portal para encontrar a pessoa destinada a possuir a espada.
No outro mundo dimensional de Etheria, Adam e Pacato descobrem que Etheria é governada por um exército intergalático maligno conhecido como Horda. Adam entra em uma luta com alguns soldados da Horda e os vence com a ajuda de Arqueiro, que diz a Adam que ele e seu amigo Corujito são membros da 'Grande Rebelião'. Os dois levam Adam e Pacato para a base da rebelião na Floresta do Sussurro. Eles encontram os outros rebeldes, incluindo sua líder, a Princesa Cintilante, o povo da árvore, O Twiggetts, e Madame Rizzo, a bruxa comicamente inepta, que chega montada em Vassourito, sua Vassoura falante, para revelar que a Horda está ameaçando escravizar os aldeões, a menos que os rebeldes sejam responsáveis pela briga e se entregam. Arqueiro está disposto a fazer isso, mas Adam e Cintilante convencem o grupo de que eles devem lutar para salvar os aldeões.
Enquanto a Horda, liderada pela Capitã da Força, Adora, começa a levar embora os aldeões, eles são atacados pelos Rebeldes, ajudados por Adam e Pacato, em suas identidades secretas de He-Man e Gato Guerreiro. He-Man confronta Adora e a Espada de Proteção brilha na presença dela, revelando que ela é quem ele está procurando. Essa distração permite que a Horda nocauteie He-Man e o capture.
Madame Rizzo usa adivinhação para descobrir que a Horda levou He-Man para sua prisão na Ilha da Besta, e os rebeldes vão até lá para tentar resgatá-lo. Na prisão, Adora interroga He-Man e concorda que a espada parece destinada a ela, ao que He-Man retruca que ele deve dá-la a alguém que serve ao bem ao invés do mal. Acontece que Adora pensa que os rebeldes são maus e a Horda os governantes legítimos e benevolentes de Etheria, embora ela admita não saber muito sobre a vida fora da base da Horda. Quando He-Man a desafia a ver por si mesma como é realmente a vida em Etheria, Adora diz que vai pensar sobre isso. Os rebeldes chegam na Ilha da Besta e conseguem entrar na prisão para encontrar He-Man, mas acabam capturados e presos. Felizmente, Corujito consegue escapar da captura e liberta He-Man, que então liberta os outros e destrói a prisão. Nesse meio tempo, Adora se aventura nas cidades fora da Zona do Medo e vê as crueldades que os cidadãos de Etheria são forçados a suportar nas mãos da Horda.
Enquanto Hordak e Sombria debatem sobre He-Man, eles são confrontados por Adora empunhando a Espada de Proteção. Ela descobrira o quão cruel a Horda realmente é, mas Sombria encanta Adora em um sono místico que a fará esquecer o que ela aprendeu e pega a espada, planejando aprender seus segredos. Mais tarde, Hordak mostra à Horda sua mais recente arma, o Magna-Beam, um transportador movido a força de vontade que permitirá que ele mande toda a base rebelde para o exílio para sempre. No entanto, nenhum dos cativos da Horda tem força de vontade suficiente para carregar totalmente a máquina. He-Man entra furtivamente na base da Horda procurando por Adora, mas Adora mais uma vez pensa que ele é o vilão e o prende. Hordak então coloca He-Man no Magna-Beam para carregá-lo durante a noite.
Mais tarde naquela noite, Adora tem pesadelos sobre o destino de He-Man e ouve uma voz chamando seu nome. Adora descobre a Feiticeira falando com ela através da Espada de Proteção e convencendo-a a ajudar He-Man, que a Feiticeira revela ser não apenas o mocinho, mas também o irmão gêmeo de Adora, no qual Adora imediatamente acredita. Depois de ouvir a instrução da Feiticeira, Adora pensa sobre o que ela disse, mas descobre que He-Man está em apuros. Sentindo amor por seu irmão, Adora quebra os feitiços de Sombria para sempre, e então segue a instrução de Feiticeira segurando a espada e dizendo "Pela Honra de Grayskull!", transformando-se na superpoderosa She-Ra, A Princesa do Poder. Após salvar He-Man, a dupla destrói o Magna-Beam e foge no cavalo de Adora, Espírito, que na presença de She-Ra é transformado em um unicórnio alado falante chamado Ventania. 
She-Ra então revela a He-Man ser sua irmã, deixando-o confuso, pois ele tem certeza de que não tem uma irmã. Quando She-Ra explica que quem lhe contou foi a 'mulher na espada', He-Man usa a Espada de Proteção para contatar a Feiticeira e ela explica tudo. Quando Adam e Adora nasceram do Rei Randor e da Rainha Marlena, Eternia foi invadida pela Horda. Incapaz de derrotar o poder combinado do exército Eterniano e a magia do Castelo de Grayskull, Hordak conspirou para desmoralizá-los sequestrando os membros da realeza recém-nascidos, auxiliado por seu pupilo favorito (e futuro arqui-inimigo de He-Man) Esqueleto. Embora o sequestro tenha sido interrompido por Duncan, Hordak escapou com Adora e fugiu através de um Portal do Tempo. A Feiticeira não conseguiu descobrir para qual dimensão Hordak levara Adora, então ela lançou um feitiço sobre o povo de Eternia, exceto nela mesma, em Duncan, no Rei Randor e na Rainha Marlena, o qual apagou todas as memórias sobre Adora. Assim, Adam foi criado sem saber da existência de sua irmã. Convencido pela história da Feiticeira, He-Man aceita She-Ra como sua irmã. Retornando ao acampamento Rebelde como Adam e Adora, a Rebelião aceita Adora depois de saber que Adora tivera sua mente controlada para servir a Horda. Os rebeldes também descobrem que a Rainha Ângela, legítima governante do Reino de Lua Clara, está sendo mantida prisioneira nas proximidades da Montanha Talon, então Adam e Adora se oferecem como  para resgatá-la. Como He-Man e She-Ra, eles derrotam Hunga, a Harpia, a carcereira da Rainha Angela, libertam a Rainha Angela e a reúnem com seu povo e com sua filha Cintilante.
Adam leva Adora de volta para Eternia para se reunir com seus pais, mas Hordak descobriu que Adora está com os rebeldes e os persegue através do Portal do Tempo. Encontrando-se de volta à Eternia, Hordak vai para sua antiga base na Montanha da serpente e descobre que o Esqueleto é agora o principal vilão de Eternia. Esqueleto não fica satisfeito em ver seu antigo mentor. Ao saber que Hordak está atrás de Adora, Esqueleto concorda em ajudá-lo a se livrar dele. Disfarçados magicamente de cozinheiros, e com Hordak escondido dentro de um bolo gigante, Esqueleto e seus capangas conseguem se infiltrar no palácio real e sequestrar Adora.
Enquanto Duncan, Teela e He-Man garantem ao desesperado rei e rainha que eles vão salvar Adora, Esqueleto trai Hordak e o força de volta para Etheria, planejando resgatar Adora ele mesmo. No entanto, Adora consegue enganar seus captores e, recuperando sua espada, lida com os vilões como She-Ra antes de encontrar o grupo de resgate. Adora decide retornar a Etheria para ajudar a Rebelião, uma decisão aceita por sua família, e a Feiticeira envia Adora e Espírito de volta para Etheria, dizendo-lhes que eles podem usar a Espada de Proteção para invocar ajuda de Eternia caso precisem. Adam e Pacato vão junto, se oferecendo para "ajudar Adora a dar um grande começo na Rebelião". Como He-Man e She-Ra, os gêmeos ajudam os rebeldes a libertar Lua Clara, aprendendo mais sobre os poderes de She-Ra no processo, incluindo o uso de empatia para se comunicar com os animais selvagens da Floresta Sussurrante e curando Ventania quando ele é baleado pela Horda. He-Man e Gato Guerreiro então retornam para Eternia, enquanto She-Ra e Ventania decidem ficar até que Etheria esteja livre.